# Museo Universitario de Artes Populares María Teresa Pomar
El Museo Universitario de Artes Populares María Teresa Pomar es un museo mexicano ubicado en la ciudad de Colima dedicado a promover el arte popular del estado y de México. El nombre le fue dado en honor a la investigadora en artes populares María Teresa Pomar, quien lo fundó. Contiene una de las más importantes colecciones de su estilo en México, exhibiendo tanto artesanías del resto del país como del mismo estado. Cuenta con salas que muestran las principales expresiones de la tradición popular de Colima, así como bailes y vestuarios típicos de las localidades del estado. 

## Institución
El museo forma parte de la Universidad de Colima, y está localizado en el norte del centro histórico de la ciudad. Este es parte del complejo llamado IUBA, el cual alberga el Foro Pablo Silva García y la Explanada del Artesano en la esquina de las calles Gabino Barreda y Manuel Gallardo Zamora en el Barrio de La atrevida. El edificio fue diseñado por el arquitecto Joaquín Vázquez Agraz a partir de una casa tradicional de la ciudad. Se compone de dos secciones con un patio central abierto que está rodeado por corredores soportado por arcos traseros los cuales se encuentran en varias habitaciones. La colección está albergada en dichas habitaciones y corredores, y en el patio se colocan mesas y sillas para los visitantes.
Las manualidades de Colima fueron creadas por influencia desde el periodo colonial y por las artesanías de otras regiones de México tales como la cerámica de Talavera, de raíces poblanas, y la cerámica de barro negro común en el estado de Oaxaca. Por esta razón, existe una amplia gama de artesanías que se producen en el estado. Los museógrafos de dicha institución han sido Ma. Teresa Pomar A., Imelda de León, Socorro Sánchez Murgía y José Antonio Enciso Núñez, el actual director.

### MarÍa Teresa Pomar
El museo agregó recientemente el nombre de María Teresa Pomar a su nombre oficial, quien fundó el museo como parte de su carrera dedicada a la promoción de la artesanía mexicana. Ella inició dicha carrera como coleccionista de piezas de varias tradiciones para adornar su casa. Promovió la visión de su colección alentando a la gente a que admirara las tradiciones más allá de los objetos. También donó varios objetos a diferentes museos de México e incluso el Museo de Arte Popular de Sao Paulo, Brasil. Fue una de las fundadoras del Fondo Nacional para el Fomento de las Artesanías así como de Populart A.C., organización que estuvo detrás de la creación del Museo de Arte Popular en la Ciudad de México. En el 2006 recibió el Premio Estatal de Artes Diego Rivera por parte del estado de Colima. Pomar murió a la edad de 90 año en enero del 2010.

### Servicios
Los servicios que el museo ofrece incluyen biblioteca con acervo bibliográfico y visual relacionado con las artesanías y tradiciones de Colima. También hay programas educacionales, visitas guiadas y talleres de cerámica de bruñido. También hay una tienda de regalos. El museo ha patrocinado eventos para promover artesanos locales, y trabaja en conjunto con la universidad para promover actividades culturales en las cuales los estudiantes pueden participar por créditos. Esto incluye participación en talleres tales como los de producción de cerámica, impartido por Guillermo Ríos. Las visitas son de martes a domingo de 10:00 a. m. a 8:00 p. m.

## Colección
El museo tiene una de las más importantes colecciones de artesanías y arte folclórico de México. Dicha colección incluye utensilios religiosos y ceremoniales así como decorativos. Las más grandes ramas de la artesanía mexicana están representadas aquí, incluyendo tallado en madera, textiles, y otras clases de tejidos, trabajo en piel, artesanías de papel, cerámica, trabajo en metal, juguetes tradicionales y fabricación de joyería. Existen espacios dedicados a la pintura folclórica, especialmente aquellas relacionadas con grupos indígenas de México. El museo exhibe permanentemente una importante colección de artesanías mexicanas de las diferentes ramas artesanales del país. Las obras de notables artesanos se encuentran exhibidas, tales como: Guillermo Ríos, Emilio Pinto, Pancho Muñoz así como de Terríquez y la familia Morfín. El museo también promueve la artesanía y las tradiciones regionales del estado de Colima.

### Sala Principal
El trabajo en cuero, papel amate, arte folclórico entre otros temas están expuestos todos juntos en la sala más grande del edificio. Contiene sandalias —o huaraches—, cinturones, bolsas, cortes de papel amate para usos ceremoniales de San Pablito Pahuatla, Puebla. También se exhiben cerámicas tradicionales de San Bartolo Coyotepec, Metepec, Tonalá, Tlaxcala, Veracruz, Guanajuato, Michoacán y otras lugares. Los juguetes tradicionales y festivos son representados por imágenes de Judas del Estado de México, muñecas y varias miniaturas hechas de madera y arcilla. El trabajo en metal es mayoritariamente por los artículos de la zona de Oaxaca tales como soldados de plomo y herramientas tradicionales.

### Sala Colima
La Sala Colima contiene atuendos usados en diversas danzas y procesiones que se practican en el estado con sus respectivas máscaras e instrumentos musicales entre otros elementos. Esto incluye la representación de una boda tradicional del norte del estado. Otra característica interesante son las "mojigangas", usados durante las charreadas y las corridas de toros en Villa de Álvarez.

### Sala de la Laca
La Sala de la Laca, es un ala dedicada a la madera y a otros objetos los cuales han sido pintados con laca para protegerlos de la humedad de la zona. Dichos objetos en exhibición incluyen muebles, baúles, calabazas, entre otros elementos para almacenar comida. Estos elementos son parte de la tradición que se extiende desde Michoacán hasta Guerrero, Colima, Oaxaca y Chiapas. La sala contiene algunos objetos no laqueados de madera, demostrando las tradiciones de trabajo de la palabra de los seris, rarámuris y nahuas.

### Sala de Textiles
La Sala de Textiles presenta rebozos (ponchos), específicamente de Santa María del Río en San Luis Potosí, hecho en telar de cintura y telar europeo de pedal. Muchos de estos son coloreados con tintes naturales y de elaborados bordados. La sala de fibras vegetales está enfocado en cestería y otra clase de objetos tales como esteras y sombreros. Estos materiales son usados Los materiales utilizados varían mucho de ramas rígidas para tocar con cañas blandas.

### Segundo Piso
El segundo piso está dedicado a exposiciones temporales de trabajos de artesanos, muchos de los cuales son temas en referentes a la época del año. En el 2011 el museo patrocinó una exposición temporal dedicada a las marionetas, las cuales tienen un lugar en la tradición mexicana.